# Conlie
Conlie är en kommun i departementet Sarthe i regionen Pays de la Loire i nordvästra Frankrike. Kommunen ligger i kantonen Conlie som tillhör arrondissementet Mamers. År 2022 hade Conlie 1 828 invånare.

## Befolkningsutveckling
Antalet invånare i kommunen Conlie
| Referens: INSEE |